# 4517 Ralpharvey
4517 Ralpharvey este un asteroid din centura principală, descoperit pe 30 septembrie 1975, de Schelte Bus.